# Lisia Góra (województwo zachodniopomorskie)
Lisia Góra – osada w Polsce położona w województwie zachodniopomorskim, w powiecie kołobrzeskim, w gminie Dygowo.